# Deutscher Wellenreitverband
Der Deutsche Wellenreitverband e. V. (DWV) ist der nationale Dachverband für Surfvereine und Einzelmitglieder. Seit dem 1. Januar 2017 ist der DWV als Spitzensportverband Mitglied im Deutschen Olympischen Sportbund. Auf nationaler Ebene ist er Mitglied im Deutschen Sportlehrerverband (DSLV). Auf europäischer Ebene ist der DWV der European Surfing Federation (ESF) angeschlossen. Darüber hinaus ist der DWV Mitglied in der International Surfing Association (ISA).
Der Verband fungiert gleichzeitig auch als Wettkampfveranstalter unter anderem für die deutschen Meisterschaften im Wellenreiten (SurfDM) und die Deutschen Hochschulmeisterschaften (ADH). Die Wettkämpfe finden traditionellerweise an der südfranzösischen Atlantikküste statt. Im Oktober 2024 fanden die Deutschen Meisterschaften im Wellenreiten (SurfDM24) nach 28 Jahren erstmals in Deutschland statt. Austragungsort war Deutschlands erster Surfpark, die O2 Surftown Muc, wo über 100 Athletinnen und Athleten aus Deutschland ihr Können unter Beweis stellten, während 10.000 Gäste das Event vor Ort verfolgten.

## Mitgliedsvereine
- Surfers Connection Berlin e. V.
- layday Surfclub e. V.
- VDWL e. V.
- Surfclub Leonberg e. V.
- Surfing Wolfratshausen e. V.
- Nürnberger Dauerwelle e. V.
- Wellenbezwingen e. V.
- Surfmedizin e. V.